# Geelkeelketellapper
De geelkeelketellapper (Pogoniulus subsulphureus) is een vogel uit de familie Lybiidae (Afrikaanse baardvogels).

## Verspreiding en leefgebied
Deze soort komt voor in centraal en westelijk Afrika en telt drie ondersoorten:
- P. s. chrysopygus: van Sierra Leone tot Ghana.
- P. s. flavimentum: van Togo tot Gabon, Congo-Kinshasa en Oeganda.
- P. s. subsulphureus: Bioko (Golf van Guinee).

## Status
De grootte van de populatie is niet gekwantificeerd maar de soort wordt omschreven als algemeen binnen zij verspreidingsgebied. Op de Rode lijst van de IUCN heeft deze soort de status niet bedreigd.